# Kjell Isaksson
Kjell Gunnar Isaksson (ur. 28 lutego 1948 w Härnösand) – szwedzki lekkoatleta, skoczek o tyczce, medalista mistrzostw Europy i były rekordzista świata.

## Życiorys
Pierwszą dużą imprezą międzynarodową Isakssona były Europejskie Igrzyska Halowe w 1968 w Madrycie, na których zajął 6. miejsce. Wystąpił na igrzyskach olimpijskich w 1968 w Meksyku, gdzie w finale zajął 10. miejsce. Ponownie był szósty na Europejskich Igrzyskach Halowych w 1969 w Belgradzie.
Wywalczył srebrny medal na Mistrzostwach Europy w 1969 w Atenach, przegrywając jedynie z Wolfgangiem Nordwigiem z NRD.
8 marca 1970 w Göteborgu Isaksson ustanowił halowy rekord świata wynikiem 5,34 m. Zdobył srebrny medal podczas Halowych Mistrzostw Europy w 1970 w Wiedniu, za François Tracanellim.
12 lutego 1971 w Inglewood odzyskał utracony w międzyczasie halowy rekord świata w skoku o tyczce, osiągając wysokość 5,38 m, ale podczas Halowych Mistrzostw Europy w 1971 w Sofii stracił go na rzecz Wolfganga Nordwiga, który skoczył 5,40 m. Isaksson zdobył srebrny medal z rezultatem 5,35 m. Jednak już 19 marca tego roku Isaksson w Cleveland skoczył 5,41 m, stając się po raz kolejny halowym rekordzistą świata.
Na Mistrzostwach Europy w 1971 w Helsinkach Isaksson zdobył srebrny medal, ponownie przegrywając z Nordwigiem.
W 1972 Isaksson najpierw poprawił własny halowy rekord świata, skacząc 5,45 m 15 lutego w Nowym Jorku, a następnie trzykrotnie ustanawiał rekord świata na otwartym stadionie, osiągając kolejno 5,51 m (9 kwietnia w Austin), 5,54 m (15 kwietnia w Los Angeles) i 5,55 m (12 czerwca w Helsingborgu). 2 lipca tego roku stracił rekord na rzecz Boba Seagrena, który w Eugene skoczył 5,63 m. Na igrzyskach olimpijskich w 1972 w Monachium Isaksson, podobnie jak tyczkarze amerykańscy, nie mógł używać tyczek nowego typu, do których był przyzwyczajony. Skacząc na tyczce starego typu nie zaliczył żadnej wysokości w eliminacjach.
Później Isaksson nie odnosił już znaczących międzynarodowych sukcesów. Nie zaliczył żadnej wysokości na Halowych Mistrzostwach Europy w 1973 w Rotterdamie. Na Halowych Mistrzostwach Europy w 1974 w Göteborgu zajął 11. miejsce, a na rozgrywanych w tym samym roku Mistrzostwach Europy na otwartym stadionie w Rzymie był szósty. Zajął 8. miejsce na Halowych Mistrzostwach Europy w 1975 w Katowicach i 9. miejsce na Halowych Mistrzostwach Europy w 1976 w Monachium. Na Igrzyskach Olimpijskich w 1976 w Montrealu zakwalifikował się do finału, jednak nie zaliczył w nim żadnej wysokości. Zajął 9. miejsce na Halowych Mistrzostwach Europy w 1978 w Mediolanie. Wystąpił jeszcze na Mistrzostwach Europy w 1982 w Atenach, ale odpadł w eliminacjach.
Czternaście razy poprawiał rekord Szwecji w skoku o tyczce, doprowadzając go do wyniku 5,59 m (23 maja 1972 w El Paso, ten wynik nie został uznany za rekord świata).
Był mistrzem Szwecji w latach 1968–1971, 1973-1975 i 1977-1979, a w hali w latach 1967–1970, 1973, 1978, 1985 i 1986.